# Vaidelotes
Le Vaidelotes erano antiche sacerdotesse lituane.

## Descrizione
Le Vaidelotes svolgevano, presso le antiche comunità lituane, un ruolo ed un'attività paragonabile a quello delle vestali Romane.
Esse erano infatti incaricate di custodire ed alimentare il fuoco sacro dedicato alla somma divinità degli antichi lituani, Perkūnas.